# Hupodonta stigmatica
Hupodonta stigmatica är en fjärilsart som beskrevs av Karl Grünberg 1912. Hupodonta stigmatica ingår i släktet Hupodonta och familjen tandspinnare. Inga underarter finns listade i Catalogue of Life.